# То, что всегда с тобой
То, что всегда с тобой — макси-сингл рок-группы «Машина времени», выпущенный 21 декабря 2018 года.

## История создания
Работа над песнями началась весной 2018 года. В начале лета группа исполнила их живьём, а в июле они были записаны в студии. Осенью композиции стали появляться в радиоэфирах. Релиз сингла состоялся 21 декабря 2018 года. В рамках премьеры группа также выпустила клип на песню «Оставайся собой» с альбома «Вы». Материалом для видео послужили концертные и студийные съёмки последних двух лет. В 2019 году были экранизированы композиции «То, что всегда с тобой» и «Все корабли сегодня вернутся домой». Все треки макси-сингла в 2020 году вошли в студийный альбом В метре.

## Список композиций
Слова и музыка всех песен — Андрей Макаревич, если не указано иное.
| №  | Название                             | Музыка            | Длительность |
| -- | ------------------------------------ | ----------------- | ------------ |
| 1. | «Все корабли сегодня вернутся домой» |                   | 4:26         |
| 2. | «То, что всегда с тобой»             |                   | 4:58         |
| 3. | «Пой песню, пой, дульсимер»          | Александр Кутиков | 4:32         |